# 국제로타리클럽
로터리 인터내셔널(Rotary International)은 1905년 미국 시카고에서 폴 P. 해리스에 의해 설립되었으며 사회봉사와 국제 친선을 목적으로 한다.

## 같이 보기
- 이너휠 클럽(영어판)
- 로터랙트(영어판)
- 국제라이온스협회